# 2007
- Wikisource

| Calendário gregoriano                                                        | 2007 MMVII                           |
| Ab urbe condita                                                              | 2760                                 |
| Calendário arménio                                                           | 1457 – 1458                          |
| Calendário bahá'í                                                            | 163 – 164                            |
| Calendário budista                                                           | 2551                                 |
| Calendário chinês                                                            | 4703 – 4704 Início a 18 de fevereiro |
| Calendário copta                                                             | 1723 – 1724                          |
| Calendário etíope                                                            | 1999 – 2000                          |
| Calendários hindus - Vikram Samvat - Calendário nacional indiano - Cáli Iuga | 2062 – 2063 1928 – 1929 5107 – 5108  |
| Calendário Holoceno                                                          | 12007                                |
| Calendário islâmico                                                          | 1428 – 1429                          |
| Calendário judaico                                                           | 5767 – 5768 Início a 13 de setembro  |
| Calendário persa                                                             | 1385 – 1386 Início a 21 de março     |
| Calendário rúnico                                                            | 2257                                 |
| Calendário solar tailandês                                                   | 2550                                 |

2007 (MMVII, na numeração romana) foi um ano comum do século XXI que começou numa segunda-feira, segundo o calendário gregoriano. A sua letra dominical foi G. A terça-feira de Carnaval ocorreu a 20 de fevereiro e o domingo de Páscoa a 8 de abril. Segundo o horóscopo chinês, foi o ano do Porco, começando a 18 de fevereiro.

| Evento                                                   | Data            | Hora  |
| -------------------------------------------------------- | --------------- | ----- |
| Aquário                                                  | 20 de janeiro   | 11:01 |
| Peixes                                                   | 19 de fevereiro | 01:09 |
| primavera no hemisfério norte e outono no hemisfério sul |                 |       |
| Carneiro/equinócio                                       | 21 de março     | 00:08 |
| Touro                                                    | 20 de abril     | 11:08 |
| Gémeos                                                   | 21 de maio      | 10:12 |
| verão no hemisfério norte e inverno no hemisfério Sul    |                 |       |
| Caranguejo/solstício                                     | 21 de junho     | 18:07 |
| Leão                                                     | 23 de julho     | 05:01 |
| Virgem                                                   | 23 de agosto    | 12:08 |
| Outono no Hemisfério Norte e Primavera no Hemisfério Sul |                 |       |
| Balança/equinócio                                        | 23 de setembro  | 09:52 |
| Escorpião                                                | 23 de outubro   | 19:16 |
| Sagitário                                                | 22 de novembro  | 16:50 |
| inverno no hemisfério norte e verão no hemisfério sul    |                 |       |
| Capricórnio/solstício                                    | 22 de dezembro  | 06:08 |

| UTC: Portugal Continental, Madeira, Guiné-Bissau e São Tomé e Príncipe Subtrair (-): 1 h nos Açores e Cabo Verde 2 h nas Ilhas oceânicas brasileiras 3 h em Brasília, em Goiás, na Amazônia Oriental Brasileira e no nordeste, sudeste e sul brasileiros 4 h na Amazônia Ocidental Brasileira, Mato Grosso e Mato Grosso do Sul 5 h no Acre e sudoeste do Amazonas Adicionar (+): 1 h em Angola e Guiné Equatorial 2 h em Moçambique 8 h em Macau 9 h em Timor-Leste. |
| Adicionar uma hora durante a vigência do horário de verão: Portugal Continental : De 25 de março a 28 de outubro de 2007 |

| Ano completo                         |
| ------------------------------------ |
| Ano comum com início à segunda-feira |

## Eventos
- Ano Internacional da Heliofísica[1]
- Ano Polar Internacional[1]

30 de janeiro - a Microsoft lança o Windows Vista

- Ano Europeu da Igualdade de Oportunidades para Todos
- Ano do Golfinho
- Ano da Escócia da Cultura Highland

### Janeiro
- 1 de janeiro
  - A Bulgária e a Roménia aderem oficialmente à União Europeia.[2] Começa a circular o euro na Eslovênia.
  - Após vinte anos de espera, a Estação Cantagalo do metrô do Rio de Janeiro é aberta ao público.
  - O presidente da República Luiz Inácio Lula da Silva toma posse para o segundo mandato no Brasil.
  - Ban Ki-moon toma posse como secretário-geral da ONU.

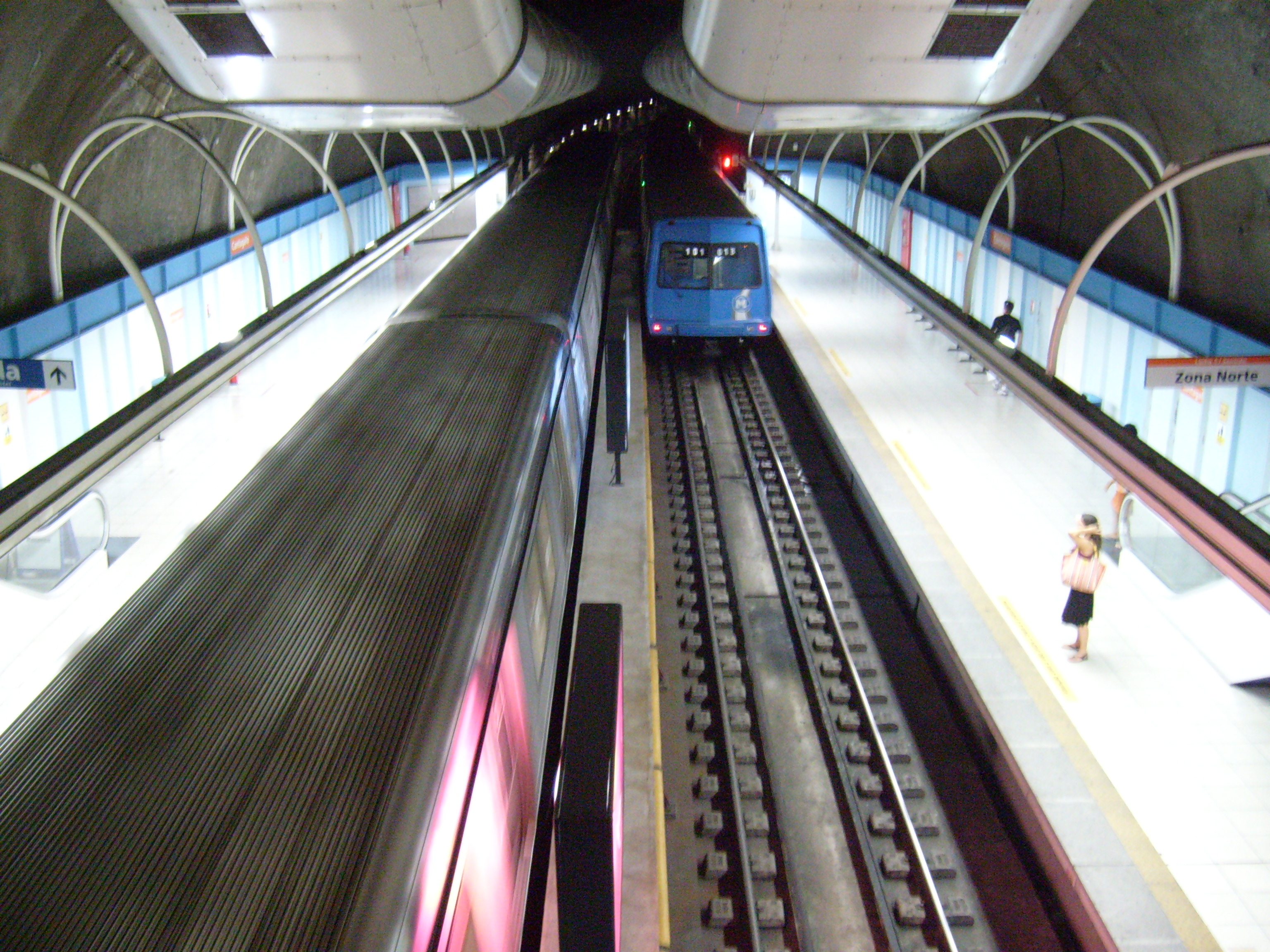
Abertura da Estação Cantagalo do Metrô do Rio de Janeiro

- 4 de janeiro - NASA confirma presença de lagos de metano em Titã.
- 9 de janeiro - Apple Inc. lança o celular iPhone.
- 12 de janeiro - Tragédia nas obras da construção da Estação Pinheiros da Linha 4 - Amarela do Metrô de São Paulo mata 7 pessoas.[3]
- 14 de janeiro - O meio-irmão de Saddam Hussein e o colaborador do ex-ditador são executados no Iraque.
- 25 de janeiro - Vendida em Nova Iorque, a pintura de Rembrandt Santiago em Oração pela quantia de 25,8 milhões de dólares, ofuscando o recorde batido em 2001, de 29 milhões.
- 27 de janeiro - Onda de violência na República Democrática do Congo durante as eleições mata 134 pessoas.
- 30 de janeiro - A Microsoft lança o Windows Vista, considerado até hoje um dos maiores fiascos da empresa.

### Fevereiro
- 1 de fevereiro - Arlindo Chinaglia sucede Aldo Rebelo na presidência da Câmara dos Deputados do Brasil.
- 7 de fevereiro - O menino João Hélio é arrastado de carro por ruas do Rio de janeiro e morre.
- 11 de fevereiro
  - Portugal aprova em referendo a despenalização do aborto.
  - Drew Gilpin Faust se torna a primeira reitora da Universidade Harvard.
- 12 de fevereiro - Sismo atinge Portugal, Espanha e Marrocos, mas não provoca vítimas nem estragos materiais.
- 19 de fevereiro
  - A França abole constitucionalmente a pena de morte.
  - O presidente da Região Autónoma da Madeira, Alberto João Jardim, demite-se em protesto contra a nova Lei das Finanças Regionais, provocando eleições antecipadas na região em data a anunciar e recandidatando-se ao cargo, logo em seguida.
- 22 de fevereiro - Depois de dez anos desde o início das obras, o prefeito de São Paulo, Gilberto Kassab, entrega o primeiro trecho do Expresso Tiradentes, outrora conhecido como "Fura-Fila".
- 24 de fevereiro -A escola de samba Beija-Flor de Nilópolis consegue seu 10º título sob muita controvérsia. A Acadêmicos do Grande Rio é a vice-campeã.

### Março
- 1 de março
  - Crise na Bolsa de Valores de Xangai, China, abala as bolsas em todo o mundo.
  - O vulcão Stromboli, na ilha de Sicília, Itália, entra em erupção.
- 2 de março - Manifestação em Lisboa junta entre 100 e 150 mil manifestantes nas ruas, contra as políticas do primeiro-ministro português, José Sócrates.
- 3 a 4 de março - Eclipse Lunar total pôde ser avistado em todos os continentes.
- 8 de março - O presidente norte-americano George W. Bush realiza uma turnê pela América Latina (Brasil, Uruguai, Colômbia, Guatemala e México), recebendo protestos de vários grupos de esquerda por todas as cidades. O motivo alegado é a discussão de acordos para o etanol e tentativa de neutralização da influência de Hugo Chávez no continente.
- 20 de março - O ex-vice-presidente iraquiano Taha Yassin Ramadan é executado na forca.
- 23 de março - Lançado o Playstation 3 na Europa.
- 30 de março - Paralisação do Controle de Tráfego Aéreo brasileiro.

### Abril
- 5 de abril - O Irã liberta 15 militares britânicos presos de guerra desde 23 de março.
- 9 de abril - A Varig é vendida para a Gol Transportes Aéreos
- 16 de abril - Ocorre o Massacre de Virginia Tech nos Estados Unidos.
- 18 de abril - Inauguração do primeiro trem-bala chinês.
- 24 de abril - Anunciada pela França, Portugal e Suíça a descoberta do planeta Gliese 581 c.

### Maio
- 3 de maio - Desaparecimento de Madeleine McCann no Algarve
- 7 de maio - Instauração do Parlamento do Mercosul.
- 8 de maio - Na Irlanda do Norte, um acordo para um governo de coligação entre a minoria católica e o Partido Democrático Unionista marca o fim de anos de discórdia.
- 9 a 13 de maio: Visita do Papa Bento XVI às cidades de São Paulo e Aparecida, onde foi presidida a Conferência Episcopal da América Latina e do Caribe. Nesta viagem, Frei Galvão foi canonizado, tornando-se o primeiro santo nascido no Brasil.
- 12 de maio - Arqueólogos egípcios descobrem fornos usados para fabricar peças de cerâmica durante o período Bizantino a noroeste do Cairo.
- 16 de maio - Nicolas Sarkozy toma posse como presidente da França.
- 17 de maio - François Fillon é nomeado primeiro-ministro da França.
- 18 de maio
  - Atentado a bomba contra uma mesquita em Haiderabade mata 12 e deixa 50 feridos.
  - Caruaru (Pernambuco, Brasil) comemora seu sesquicentenário e é por um dia a capital estadual, recebendo os deputados federais e estaduais, além do governador e ex-ministro da tecnologia Eduardo Campos, e o vice-governador João Lyra Neto, natural de Caruaru.
- 20 de maio - Fim da Terceira Temporada de Desperate Housewives, nos Estados Unidos.
- 25 de maio - Google Lança o Google Street View
- 27 de maio - A RCTV é fechada pelo governo de Hugo Chávez, ao ser negada a renovação de sua concessão de transmissão.
- 28 de maio - A mineira Natália Guimarães, Miss Brasil, fica em 2º lugar, perdendo para a japonesa Riyo Mori, na 56ª edição do Miss Universo, realizado no México.

### Junho
- 19 de junho - O YouTube, até então somente em inglês, passa a ter versões em outros idiomas, incluído o português.
- 21 de junho - Início da cimeira de Bruxelas, cujo tema central é a reforma do Tratado Europeu com vista à criação de uma Constituição Europeia.
- 23 de junho - A nave Atlantis aterrissa com sucesso na Base Aérea de Edwards, na Califórnia, encerrando a missão STS-117.
- 24 de junho - Ali Hassam al-Majid, o "Ali Químico", é condenado a morte por enforcamento por crimes contra a humanidade.
- 25 de junho - Inaugurado o Museu Berardo de Arte Moderna e Contemporânea, no CCB.
- 27 de junho - Em Caracas, Venezuela, no "Dia da Imprensa", mais de dez mil pessoas protestam contra o presidente Hugo Chávez e a favor pela liberdade de imprensa, no dia em que completa um mês do fim da RCTV. Chavéz estava em Moscou para compra de cinco submarinos nucleares.
- 28 de junho - A Suprema Corte dos Estados Unidos declara inconstitucional a lei de 1954 sobre cotas de negros nos estados de Wisconsin e Washington D.C..
- 29, 30 e 1 de julho Início de uma onda de atentados terroristas frustrados de carros-bomba em Londres e Glasgow, com detenção de quatro suspeitos.
- 29 de junho - A Apple Inc. lança o iPhone nos Estados Unidos.

### Julho
- 3 de julho - Ocupação da Mesquita Vermelha, em Islamabad, Paquistão.
- 5 de julho - Ocorre o maior protesto da história da Colômbia, contra as FARC.
- 6 de julho - A ONU autoriza o governo do Brasil a ampliar mais de 200 milhas marítimas no norte e um corredor que dá o acesso às ilhas Trindade e Martim Vaz no leste.
- 7 de julho
  - Reveladas em Lisboa as novas "sete maravilhas do mundo moderno" e as «sete maravilhas de Portugal».
- 7 a 14 de julho - 13.ª Gymnaestrada Mundial em Dornbirn, Áustria.
- 8 de julho - Inauguração da Ponte da Lezíria, em Portugal. É a segunda ponte mais longa da Europa.
- 10 de julho - Documento do Vaticano, assinado pelo Bento XVI, declara a Igreja Católica como única Igreja de Cristo na Terra, causando polêmica entre líderes religiosos.
- 11 de julho
  - Início de protestos violentos dos professores de escolas públicas contra o governo do Peru
  - Lançamento de Harry Potter e a Ordem da Fênix, quinto filme da saga de sucesso criada por J.K. Rowling.
- 17 de julho - Acidente do voo TAM 3054, um Airbus A320 da TAM em São Paulo, provoca a morte de 199 pessoas.
- Inauguração do Museu de Arte Contemporânea de Elvas (Portugal).

### Agosto
- 1 de agosto - As tropas do Reino Unido retiram-se da Irlanda do Norte e passam o poder às autoridades locais, depois de 38 anos de ocupação.
- 2 de agosto - A Rússia finca a bandeira no fundo do Oceano Glacial Ártico, provocando protesto do governo do Canadá.
- 23 de agosto - Lançado o Google Sky.
- 30 de agosto - Início da crise política contra o regime militar na Birmânia.

### Setembro
- 1 de setembro - Realização do 1º Festival Eurovisão da Dança, em Londres, no Reino Unido.
- 7 e 11 de setembro - Osama bin Laden aparece em vídeo dizendo que só para ameaças aos Estados Unidos se a população estadunidense se converter ao Islã.
- 19 de setembro - Restos mortais de Aquilino Ribeiro transladados para o Panteão Nacional, em Lisboa, sendo o décimo português sepultado no local.
- 20 de setembro
  - Euro atinge valor recorde face ao Dólar ultrapassando a barreira de US$ 1,40.
  - Yasuo Fukuda torna-se primeiro-ministro do Japão.
- 24 de setembro Transmitido o primeiro episódio da sitcom The Big Bang Theory.

### Outubro
- 12 de outubro
  - É inaugurada a Basílica da Santíssima Trindade em Fátima, inserido nas comemorações dos 90 anos das aparições da Virgem.
  - Morre o ator brasileiro Paulo Autran (n. 1922)
- 17 de outubro - O Papa Bento XVI anuncia a realização de um consistório em 24 de novembro, para a criação de novos cardeais.
- 25 de outubro - Primeiro voo comercial do Airbus A380.
- 29 de outubro - O primeiro-ministro da Somália, Ali Mohammed Ghedi, renuncia ao cargo por divergências políticas, depois de três anos de mandato.

### Novembro
- 4 de novembro - Comemoração do sesquicentenário de São Carlos.
- 6 de novembro - Tomada de posse do Navio "NRP Sagres", da marinha portuguesa pelo comandante Proença Mendes
- 8 de novembro - Petrobras anuncia descoberta de bacia gigante de petróleo e gás no litoral de Santos, estimada em seis bilhões de barris, transformando o Brasil numa nação exportadora de petróleo.
- 20 de novembro - Morre Ian Smith, último premier da Rodésia.
- 24 de novembro - Realização de consistório para a criação de novos cardeais, presidido pelo Papa Bento XVI.

### Dezembro
- 1 de dezembro - A chinesa Zhang Zilin é eleita Miss Mundo em seu próprio país.
- 2 de dezembro
  - Após empatar com o Grêmio no Olímpico por 1 a 1, e ver o Goiás ganhar do Internacional, o Corinthians é rebaixado para a Série B de 2008.
  - O São Paulo Futebol Clube é pentacampeão brasileiro e bicampeão de forma consecutiva.
  - Iniciam-se as transmissões da televisão digital em São Paulo e região, juntamente com a inauguração da TV Brasil.
  - Beatificação de Lindalva Justo de Oliveira, freira brasileira.
- 9 de dezembro - um sismo de 4.9 graus na escala Richter atinge todos os 76 imóveis da comunidade rural de Caraíbas, em Itacarambi (MG) – um dos imóveis desmoronou sobre uma criança de 5 anos, que morreu (a primeira morte causada por um sismo desde 1986 no Brasil).
- 11 de dezembro - Cristina Fernández de Kirchner toma posse como a 56º Presidente da República Argentina.
- 13 de dezembro - Assinatura do Tratado de Lisboa.
- 19 de dezembro - Inauguradas as estações do Terreiro do Paço e Santa Apolónia, do Metropolitano de Lisboa.
- 20 de dezembro
  - Roubadas do acervo do MASP as pinturas Retrato de Suzanne Bloch, de Pablo Picasso, e O Lavrador de Café, de Cândido Portinari.
  - Elizabeth II torna-se a monarca mais velha da história do Reino Unido, superando a rainha Vitória, que viveu 81 anos e 243 dias.
- 27 de dezembro - Benazir Bhutto, ex-primeira-ministra do Paquistão, é assassinada em atentado suicida.
- 31 de dezembro - Início da onda de violência no Quénia, após 4 dias das eleições, matando 150 e ferindo 300 pessoas só nesse dia.

## Nascimentos
- 4 de fevereiro - Melody, cantora-compositora brasileira.
- 28 de fevereiro - Lalla Khadija de Marrocos, é a segunda filha do rei Maomé VI de Marrocos.
- 28 de março - Quan Hongchan, saltadora chinesa.
- 10 de abril - Ariana dos Países Baixos, terceira na linha de sucessão do trono holandês, atrás das irmãs Catarina Amália, Princesa de Orange, nascida em 2003, e Alexia, nascida em 2005, filhas do rei Guilherme Alexandre dos Países Baixos.
- 21 de abril - Isabela, Princesa da Dinamarca, filha do rei Frederico X da Dinamarca e de Maria da Dinamarca.
- 29 de abril - Mirra Andreeva, tenista russa.
- 29 de abril - Sofia de Bourbon, infanta de Espanha, segunda na linha de sucessão ao trono espanhol, depois a irmã mais velha, Leonor, Princesa das Astúrias, nascida em 2005, filhas do rei Filipe VI da Espanha.
- 13 de julho - Lamine Yamal, futebolista espanhol.
- 30 de agosto - Momiji Nishiya, skatista japonesa.
- 17 de dezembro - Jaime, Conde de Wessex, filho de Eduardo, Duque de Edimburgo e 15º na linha de sucessão ao trono britânico.
- 31 de dezembro - Brisa Star, cantora brasileira.

## Mortes

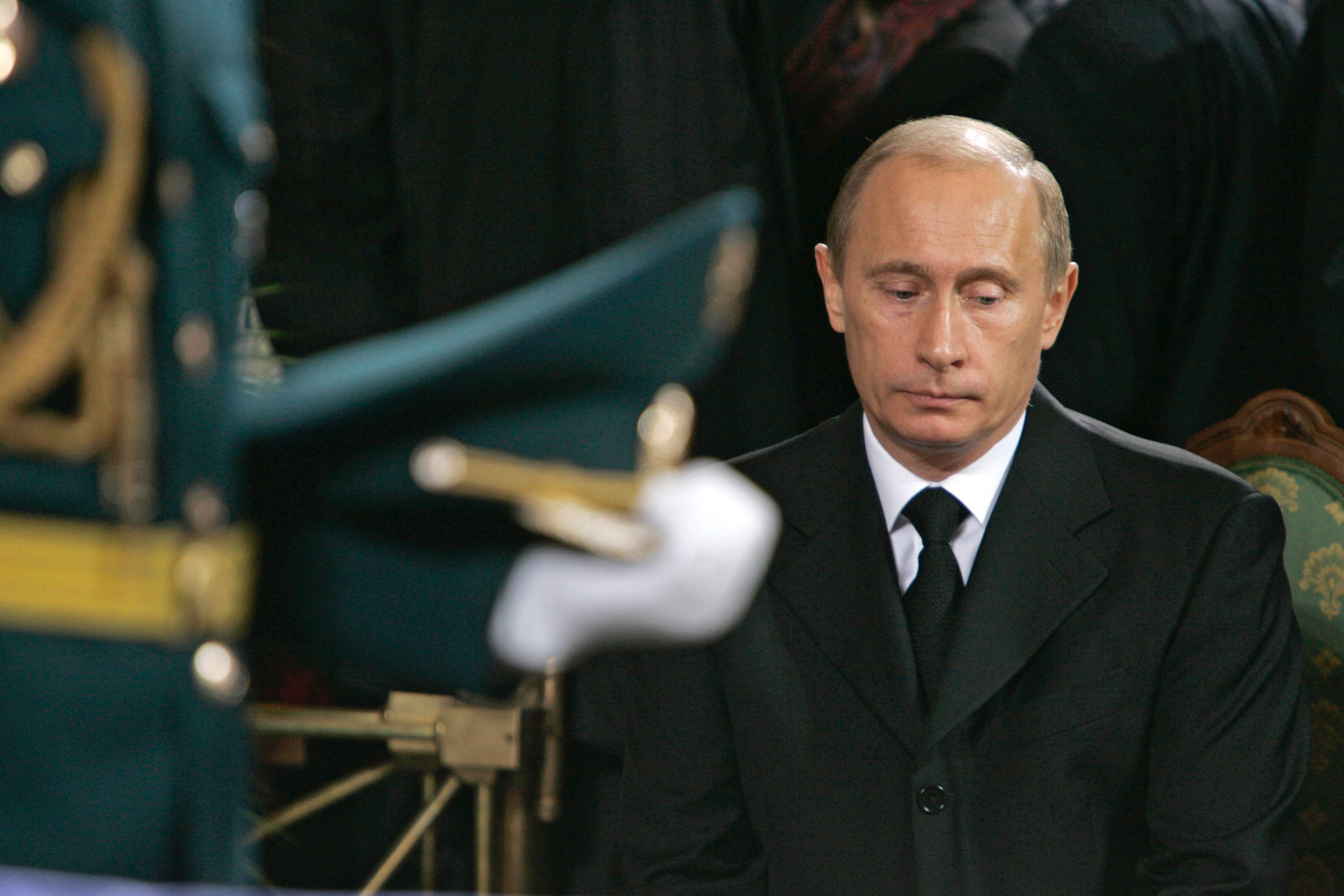
O presidente russo Vladimir Putin no funeral de seu antecessor Boris Iéltsin

- 23 de abril - Bóris Ieltsin, primeiro presidente da Rússia após a dissolução da União Soviética.
- 6 de maio - Enéas Ferreira Carneiro, fundador do PRONA, político e cardiologista brasileiro.
- 20 de maio - Stanley Miller, cientista norte americano que comprovou a teoria de Aleksandr Oparin.
- 6 de setembro - Luciano Pavarotti, cantor (tenor lírico) italiano, grande intérprete das obras de Bellini, Donizetti, Verdi e Puccini, dentre outros em seu grande repertório. É reconhecido como o tenor que popularizou mundialmente a ópera.[4]

## Prémio Nobel
- Física - Albert Fert, Peter Grünberg
- Química - Gerhard Ertl
- Medicina - Mario Capecchi, Oliver Smithies, Sir Martin Evans
- Literatura - Doris Lessing
- Paz - Al Gore - ONU

## Epacta e idade da Lua
| Epacta gregoriana | 12 (XII) |
| Idade da Lua      | Letra n  |

## Por tema
- 2007 no Brasil
- 2007 na ciência
- 2007 no cinema
- Desastres em 2007
- 2007 no desporto
- Eleições em 2007
- 2007 nos jogos eletrônicos
- 2007 na literatura
- Mortes em 2007
- 2007 na música
- 2007 na televisão